# Meliosma
Genre
Synonymes
- Millingtonia Roxb.
- Wellingtonia Meisn.

Meliosma est un genre de plantes à fleurs de la famille des Sabiaceae, originaires des régions tropicales des Amériques et d'Asie.

## Liste d'espèces (incomplète)

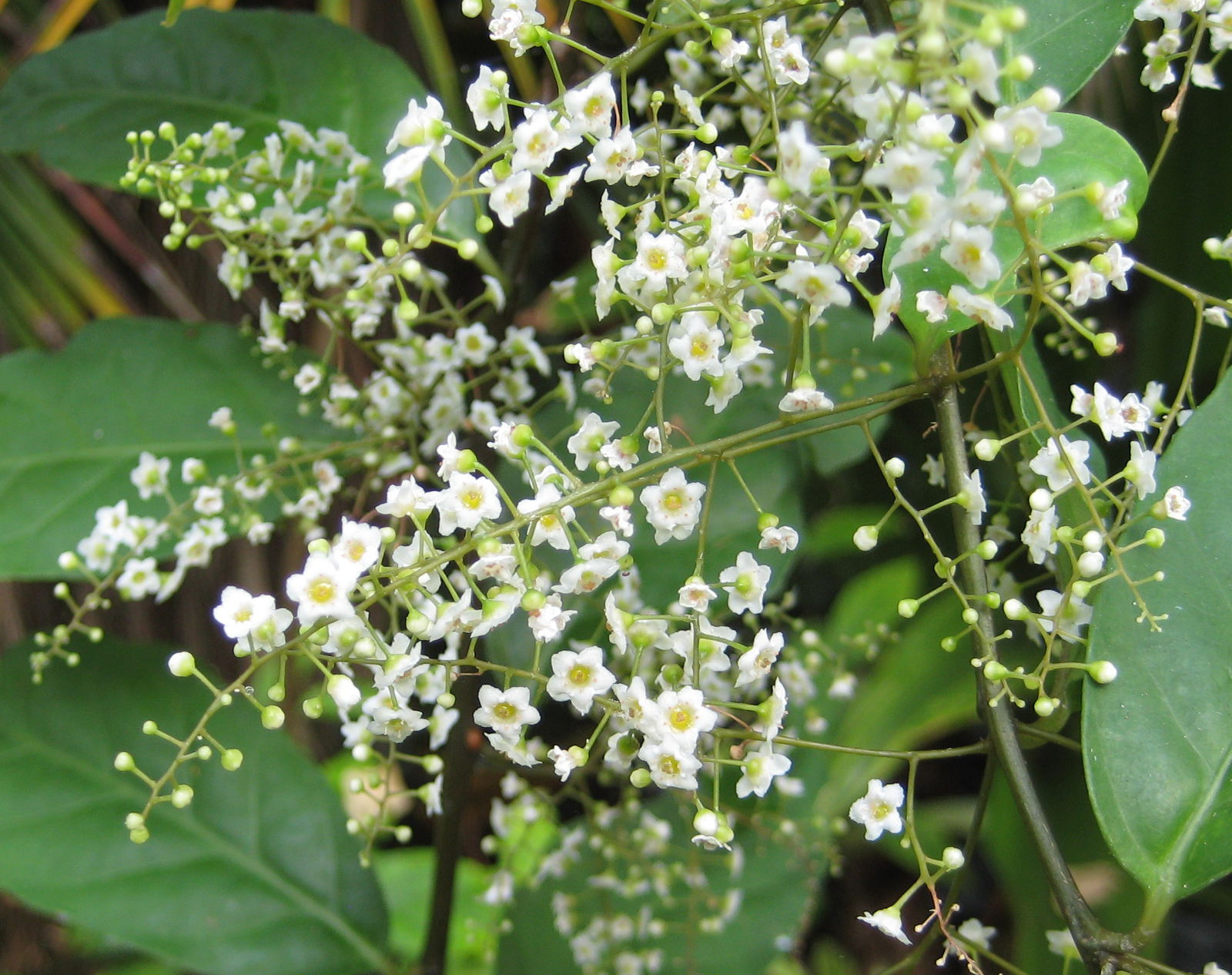
Meliosma henryi.

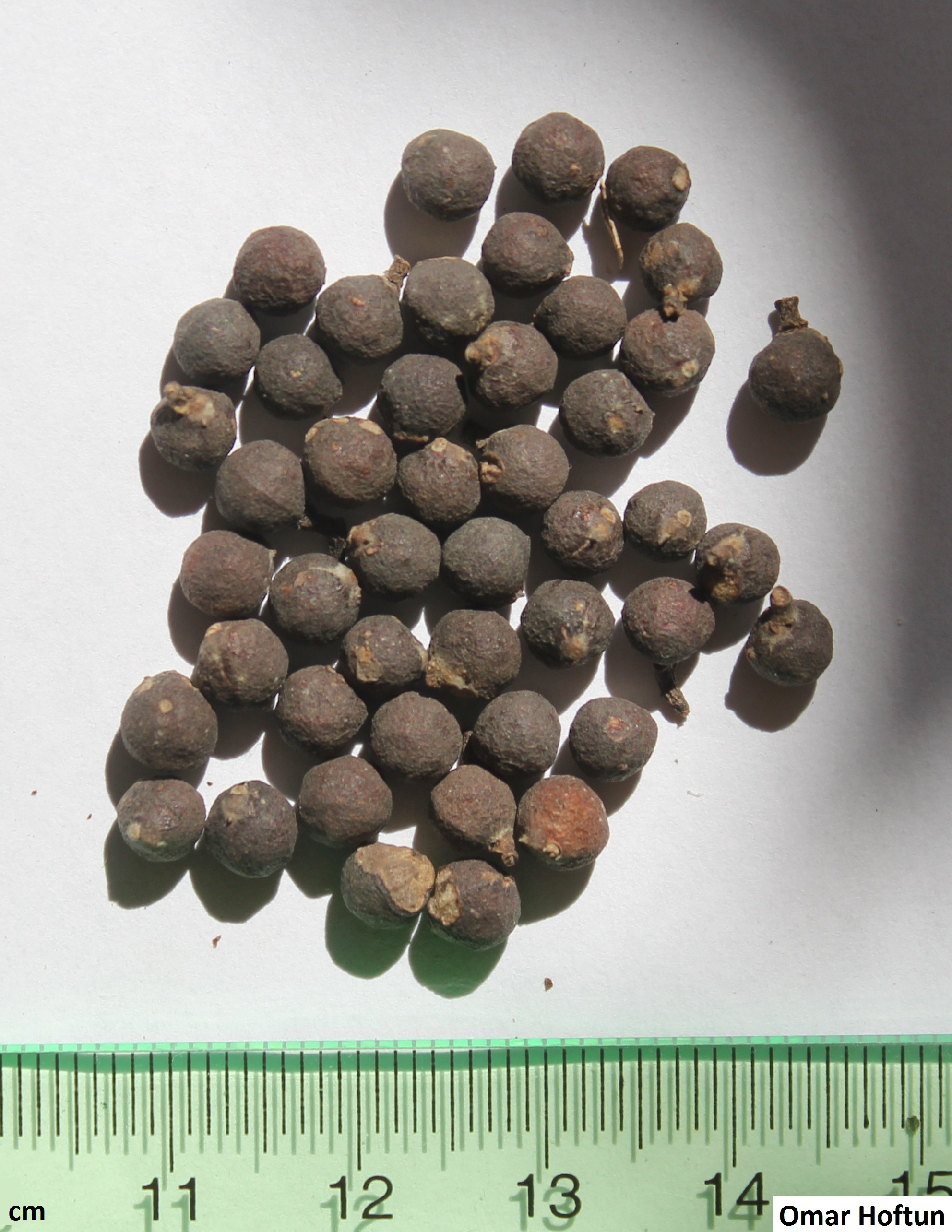
Graines de Meliosma pinnata var. oldhamii.

| Asie - Meliosma angustifolia - Meliosma arnottiana (syn. Wellingtonia arnottiana) - Meliosma beaniana - Meliosma bifida - Meliosma callicarpaefolia - Meliosma cuneifolia - Meliosma dentata - Meliosma dilleniifolia - Meliosma dumicola - Meliosma flexuosa - Meliosma fordii - Meliosma glandulosa - Meliosma henryi - Meliosma kirkii - Meliosma laui - Meliosma longipes - Meliosma myriantha - Meliosma oldhamii - Meliosma parviflora - Meliosma paupera - Meliosma pinnata - Meliosma pungens - Meliosma rhoifolia - Meliosma rigida - Meliosma simplicifolia - Meliosma squamulata - Meliosma sumatrana - Meliosma thomsonii - Meliosma thorelii - Meliosma veitchiorum - Meliosma velutina - Meliosma yunnanensis | Amériques - Meliosma alba - †Meliosma beusekomii - Meliosma bogotana - Meliosma brasiliensis Urb. - Meliosma cordata - Meliosma frondosa - Meliosma glaziovii - Meliosma herbertii - Meliosma itatiaiae - Meliosma linearifolia - Meliosma littlei - Meliosma meridensis - Meliosma nesites - Meliosma sellowii - Meliosma sinuata - Meliosma sirensis - Meliosma vernicosa - Meliosma youngii |